# Gestión de flotas
La gestión de flotas es el enfoque administrativo utilizado por organizaciones para gestionar y coordinar sus flotas de vehículos de manera efectiva. Esta función crítica abarca una amplia gama de actividades, incluyendo:
- Mantenimiento de vehículos
- Gestión de conductores
- Seguimiento y diagnóstico
- Gestión de combustible
- Gestión de la seguridad

Al asegurar que todas las operaciones de la flota se ejecuten de manera fluida y eficiente, las organizaciones pueden reducir sus costos, mejorar el rendimiento, cumplir con las regulaciones gubernamentales y ofrecer mayor transparencia en el transporte. La gestión de flotas se emplea ampliamente en diversas industrias, como el transporte, la logística, la construcción y los servicios públicos, reflejando su relevancia y significancia universales en el comercio moderno.

## Responsable de la gestión de flotas
El Director de Flotas, también conocido como Gestor de Flotas, es el máximo responsable de la gestión integral de las flotas de vehículos en una organización. Este papel es crucial para asegurar la eficiencia operativa y la rentabilidad de toda la operación de flota. 
Las responsabilidades principales del Director de Flotas incluyen:
- Planificación estratégica: Desarrollar e implementar estrategias de gestión de flotas alineadas con los objetivos corporativos de la empresa.
- Supervisión operativa: Monitorear todas las actividades relacionadas con la gestión de flotas, incluyendo el mantenimiento de vehículos, cumplimiento de regulaciones, la gestión de conductores y más.
- Optimización de costos: Implementar medidas para minimizar los costos operativos, incluyendo optimización de rutas, gestión eficiente del combustible y mantenimiento preventivo.
- Mejora de la seguridad: Asegurar que todos los vehículos y conductores cumplan con los más altos estándares de seguridad para proteger tanto a los empleados como a la carga.
- Adopción de tecnología: Evaluar e integrar nuevas tecnologías, como IoT y telemática, para mejorar la funcionalidad y eficiencia de la flota.
- Gestión de recursos humanos: Encargarse del reclutamiento, capacitación y retención de conductores, así como de la evaluación de su rendimiento y la implementación de programas de desarrollo.
- Cumplimiento regulatorio: Mantener la flota en conformidad con todas las regulaciones locales, nacionales e internacionales, adaptándose a los cambios legislativos para evitar sanciones.
- Reporte y análisis de datos: Utilizar datos analíticos para tomar decisiones informadas que impulsen mejoras continuas en las operaciones de la flota.

El Director de Flotas desempeña un rol esencial en la optimización de las operaciones de flota y la implementación de políticas y procedimientos que aseguren la efectividad y sostenibilidad de las operaciones vehiculares en la organización. Este liderazgo es clave para adaptar la gestión de flotas a las necesidades cambiantes del mercado y a los avances tecnológicos, con el fin de garantizar el éxito continuo de la gestión de flotas en la empresa.

## Historia de la gestión de flotas
Los sistemas de gestión de flotas han revolucionado la manera en que las empresas monitorean y administran sus operaciones de vehículos. Originados hace más de cincuenta años, estos sistemas han pasado de depender de los gerentes de flotas que usaban herramientas convencionales, a incorporar tecnologías avanzadas como el seguimiento por GPS.

### Inicios
La gestión de flotas comenzó antes de 1974 en la industria automovilística de EE. UU., con fabricantes como Ford, General Motors y Chrysler, quienes adoptaron mecanismos de gestión electrónicamente avanzados. La telemática de flotas en sus etapas iniciales incluía funcionalidades básicas como procesamiento de pedidos, informes de estado y comunicación automatizada.

### Introducción de la telemática y GPS
La telemática, definida inicialmente por Alain Minc y Simon Nora en Francia, evolucionó con la introducción del GPS. El primer satélite experimental GPS fue lanzado por Rockwell International en 1978, y para 1994, el sistema GPS se volvió totalmente operacional con el lanzamiento de 24 satélites, permitiendo el seguimiento en tiempo real.

### Evolución post-GPS
Una vez funcional, el GPS trajo consigo características adicionales como la gestión del rendimiento del personal y sistemas de predicción meteorológica. La precisión y eficiencia mejoraron significativamente, facilitando una gestión más estricta de los vehículos y aumentando la productividad.

### Innovaciones recientes
La geolocalización por GPS introdujo técnicas revolucionarias como el geocercado, mejorando la seguridad y la productividad. La integración de tecnologías como la realidad aumentada (AR) y los vehículos autónomos está en proceso, lo que promete transformar aún más la industria de telemática de flotas con mejoras en seguridad y eficiencia.

## Componentes de la gestión de flotas
La gestión de flotas abarca varios componentes críticos, cada uno vital para la operación eficiente y efectiva de la flota, como:

### Mantenimiento de vehículos
El mantenimiento de vehículos es crucial para prolongar la vida operativa de los vehículos de la flota y asegurar su seguridad y fiabilidad. Esto implica:
- Inspecciones regulares
- Servicios y reparaciones
- Gestión a través de calendarios de mantenimiento

El mantenimiento preventivo, un enfoque proactivo, ayuda a evitar fallos del vehículo y minimizar el tiempo de inactividad, asegurando que ningún servicio crítico sea pasado por alto.

### Gestión de conductores
La gestión de conductores se centra en optimizar el rendimiento y asegurar la seguridad de los conductores que operan vehículos de flota. Los aspectos clave incluyen:
- Programas de capacitación: Los programas de capacitación son necesarios para asegurar que los conductores se encuentren al día con las últimas prácticas de seguridad y procedimientos operativos.
- Monitoreo de rendimiento: Mediante el uso de datos de telemática es posible evaluar comportamientos de riesgo y proporcionar entrenamientos dirigidos.
- Cumplimiento: Es importante asegurar que los conductores cumplan con los requisitos regulatorios, como las horas de servicio (HOS) y los descansos requeridos.

### Rastreo de flotas
El rastreo de flotas utiliza GPS y otras tecnologías de navegación para monitorear las ubicaciones y movimientos de los vehículos, permitiendo:
- Optimización de rutas: Busca reducir el uso de combustible y mejorar los tiempos de entrega mediante una mayor eficiencia de las rutas.
- Monitoreo del uso de vehículos: Tiene como objetivo detectar usos no autorizados o desviaciones de rutas, logrando mejorar la seguridad y el control operacional.

## Desafíos en la gestión de flotasA pesar de los avances tecnológicos, los gestores de flotas enfrentan varios desafíos que pueden impactar la eficiencia y rentabilidad de sus operaciones, incluyendo

### Gestión de costos operativos
La gestión de costos en la operación de flotas es crucial para mantener la sostenibilidad financiera de las empresas de transporte. Este aspecto abarca la administración de gastos en combustible, mantenimiento vehicular, seguros, y la adaptación a regulaciones que puedan influir en los costos operativos. Estrategias efectivas en este ámbito contribuyen directamente a la rentabilidad de la empresa.
- Combustible: Implementación de estrategias para el monitoreo de precios y optimización del consumo de combustible.
- Mantenimiento: Planificación de mantenimientos preventivos y correctivos para prolongar la vida útil de los vehículos y garantizar su funcionamiento eficiente.
- Seguros: Evaluación y selección de opciones de seguro para balancear coste y protección, adaptándose a las necesidades específicas de la flota.
- Regulaciones: Aseguramiento del cumplimiento con normativas locales, nacionales e internacionales que afectan los costos operativos y la operación de flotas.

### Cumplimiento con regulaciones
El cumplimiento normativo es esencial para operaciones de transporte, abarcando desde regulaciones ambientales hasta normativas de seguridad vial. Las empresas deben estar al tanto de las legislaciones locales, nacionales e internacionales para evitar sanciones y asegurar la continuidad operativa, lo cual incluye la gestión adecuada de licencias y permisos necesarios.
- Normativas ambientales: Trata de la adaptación a legislaciones que regulan las emisiones de gases y establecen estándares para vehículos sostenibles.
- Regulaciones de seguridad: Es la implementación de estándares de seguridad obligatorios para conductores y vehículos para garantizar la seguridad en operaciones.
- Licencias y permisos: Habla acerca de la gestión eficiente de la documentación necesaria para mantener la operatividad legal de la flota.

### Gestión del ciclo de vida del vehículo
La gestión del ciclo de vida de los vehículos en una flota implica una planificación cuidadosa desde la adquisición hasta el retiro de los mismos. Incluye la evaluación de la depreciación vehicular, la decisión sobre el momento óptimo para reemplazar vehículos, y la maximización del valor de reventa. Esta gestión ayuda a las empresas a optimizar sus inversiones en flotas de vehículos.
- Compra y reposición: Empresas deben crear estrategias para la adquisición y el retiro oportuno de vehículos basadas en análisis de costos y funcionalidad.
- Depreciación: Es necesaria la implementación de medidas para minimizar el impacto financiero de la depreciación de los vehículos.
- Reventa: Maximización del valor de reventa mediante un mantenimiento adecuado y la renovación estratégica de la flota.

### Preocupaciones ambientales
Las empresas de flotas enfrentan la creciente necesidad de reducir su impacto ambiental. Esto incluye la adopción de vehículos con tecnologías de bajas emisiones, la optimización de rutas para reducir el consumo de combustible, y la implementación de políticas eficientes de gestión de residuos. Estas medidas no solo cumplen con regulaciones ambientales, sino que también mejoran la imagen pública de la empresa.
- Reducción de huella de carbono: Son iniciativas enfocadas en la reducción de las emisiones de CO2, incluyendo la integración de vehículos eléctricos.
- Optimización de rutas: Utilización de software avanzado para la planificación de rutas que reduzcan el consumo de combustible y el tiempo de viaje.
- Reciclaje y gestión de residuos: Promoción de prácticas sostenibles en el mantenimiento y disposición final de vehículos.

### Integración tecnológica
La transformación digital ha sido un factor clave en la evolución de la gestión de flotas durante la última década. La implementación de soluciones tecnológicas ha permitido automatizar tareas operativas, mejorar la toma de decisiones estratégicas y aumentar significativamente la eficiencia de las operaciones.
Uno de los pilares fundamentales es el uso de plataformas de software de gestión de flotas (FMS, por sus siglas en inglés), que permiten monitorizar y coordinar en tiempo real el estado de cada vehículo. Estas herramientas centralizan información relativa al mantenimiento, consumo de combustible, localización, comportamiento del conductor y cumplimiento normativo.
La tecnología de Internet de las Cosas (IoT) desempeña un papel esencial al integrar sensores embarcados en los vehículos que transmiten datos en tiempo real. Esta infraestructura permite el seguimiento de métricas clave como velocidad, aceleraciones bruscas, consumo de combustible, presión de neumáticos y estado mecánico general. A través del análisis de estos datos, es posible generar alertas automáticas, informes personalizados y estrategias de mantenimiento preventivo.
Los sistemas de telemetría avanzada proporcionan no solo localización vía GPS, sino también información contextual sobre la conducción (como frenadas bruscas o desvíos de ruta), lo que permite optimizar tanto la seguridad como los costes operativos. A su vez, el geofencing permite definir perímetros virtuales para establecer alertas cuando un vehículo entra o sale de determinadas zonas, mejorando la seguridad y el cumplimiento de rutas.
La inteligencia artificial (IA) también ha comenzado a integrarse en estas plataformas, permitiendo el desarrollo de modelos de predicción para mantenimiento, planificación de rutas dinámicas en función del tráfico, y evaluación automática del rendimiento de conductores. Además, se emplean interfaces de programación de aplicaciones (API) para integrar los FMS con otros sistemas empresariales como ERP, CRM o herramientas de análisis financiero, facilitando una visión integral de la operación.
Por último, las actualizaciones inalámbricas (OTA) y la formación continua del personal en el uso de estas tecnologías son elementos clave para asegurar la correcta adopción e integración de los sistemas digitales en las operaciones de flota.

### Reclutamiento y retención de conductores
El reclutamiento y la retención de conductores competentes son desafíos significativos para las empresas de transporte. Implementar políticas que promuevan el bienestar de los conductores, ofrecer oportunidades de desarrollo profesional y mejorar las condiciones laborales son estrategias clave para mantener una fuerza laboral estable y motivada.
- Bienestar del conductor: Investigación e implementación de programas que mejoren la satisfacción laboral y reduzcan la fatiga.
- Desarrollo profesional: Ofrecimiento de oportunidades de crecimiento profesional y formación continua para los conductores.
- Estrategias de retención: Creación de un ambiente laboral positivo y competitivo para reducir la rotación de personal y fomentar la lealtad.

## Ejemplos de tecnología en sistemas de gestión de flotas
La industria de gestión de flotas ha experimentado una transformación radical gracias a la evolución de la tecnología digital. En la actualidad, existe una amplia variedad de herramientas y sistemas tecnológicos que mejoran significativamente la eficiencia, la seguridad y la sostenibilidad de las operaciones de flotas vehiculares. 
Estas tecnologías no solo optimizan la gestión diaria, sino que también proporcionan datos cruciales para la toma de decisiones estratégicas. A continuación, se exploran algunos de los ejemplos más influyentes y efectivos de tecnologías aplicadas en la gestión de flotas:

### Sistemas de gestión de flotas
- Software de gestión de transporte: También conocidos como TMS, son plataformas que le permite a los administradores o directores de flota supervisar y gestionar las operaciones de la flota en tiempo real, optimizando la utilización de los vehículos y mejorando la eficiencia operativa. Por ejemplo, Drivin, PickPack.
- Telemetría avanzada: Herramientas que ofrecen datos en tiempo real sobre el estado de los vehículos, patrones de conducción y consumo de combustible, ayudando a mejorar la seguridad y reducir costos.

### Sistemas de seguimiento GPS
- Localización en tiempo real: Los dispositivos GPS integrados proporcionan datos precisos sobre la ubicación de cada vehículo, lo que es esencial para la seguridad y la optimización de rutas. Por ejemplo, Google Maps.
- Geofencing: Tecnología que crea zonas virtuales para monitorear la entrada y salida de vehículos, útil para asegurar la adherencia a rutas predeterminadas y horarios.

### Plataformas de Inteligencia Artificial (IA)
- Optimización de rutas: Sistemas, como los TMS, integran el uso de algoritmos de IA para calcular las rutas más eficientes, teniendo en cuenta variables como el tráfico, condiciones del tiempo y requisitos de entrega.
- Mantenimiento predictivo: Aplicaciones que usan IA para predecir cuándo un vehículo necesitará mantenimiento, basándose en el análisis de datos históricos y patrones de uso.

### Interfaces de Integración de Sistemas (APIs)
- Integración con otras plataformas: APIs que permiten la integración de sistemas de gestión de flotas con otras herramientas de software empresarial, como ERP o CRM, facilitando un flujo de trabajo cohesivo y centralizado.

### Tecnología de Vehículos Autónomos y Asistidos
- Sistemas de asistencia al conductor: Tecnologías como el control de crucero adaptativo y la alerta de cambio de carril, que aumentan la seguridad en la conducción.
- Vehículos autónomos: Aunque todavía en fases experimentales, los vehículos autónomos prometen revolucionar la gestión de flotas al reducir la dependencia de conductores y optimizar aún más las operaciones.